# Krzysztof Modrzewski
Krzysztof Modrzewski (ur. 28 września 1935 w Krakowie) – polski lekarz, ortopeda.

## Życiorys
Studiował na Akademii Medycznej w Lublinie, uzyskując dyplom w 1958 roku. Tytuł doktorski zdobył w 1968 w Akademii Medycznej w Lublinie. Pełnił funkcję kierownika Ośrodka Naukowo-Badawczego Kliniki w Iwoniczu-Zdroju oraz konsultanta ds. ortopedii w latach 1994-2011. Obejmował również funkcję kierownika Katedry i Kliniki Ortopedii i Traumatologii AM w Lublinie w latach 1994-2001 i połączonymi Klinikami Ortopedii, Traumatologii i Rehabilitacji w latach 2001-2003. Zasiadał także w komitetach redakcyjnych: „Chirurgii Narządów Ruchu i Ortopedii Polskiej” oraz „Ortopedii Traumatologii Rehabilitacji”.
W pracy naukowej skupiał się na chirurgii ręki, interwencjach naprawczych dotyczących niepowodzeń i zaniedbań leczenia uszkodzeń urazowych układu ruchu i ocenie wartości rehabilitacji uzdrowiskowej.
Do jego uczniów należą Jacek Gągała, Marek Krosman, Mieczysław Gorzelak, Jacek Kopacz, Piotr Godlewski oraz Krzysztof Gawęda.

## Odznaczenia
- Medal imienia Adama Grucy